# Industriemuseum Howaldtsche Metallgießerei

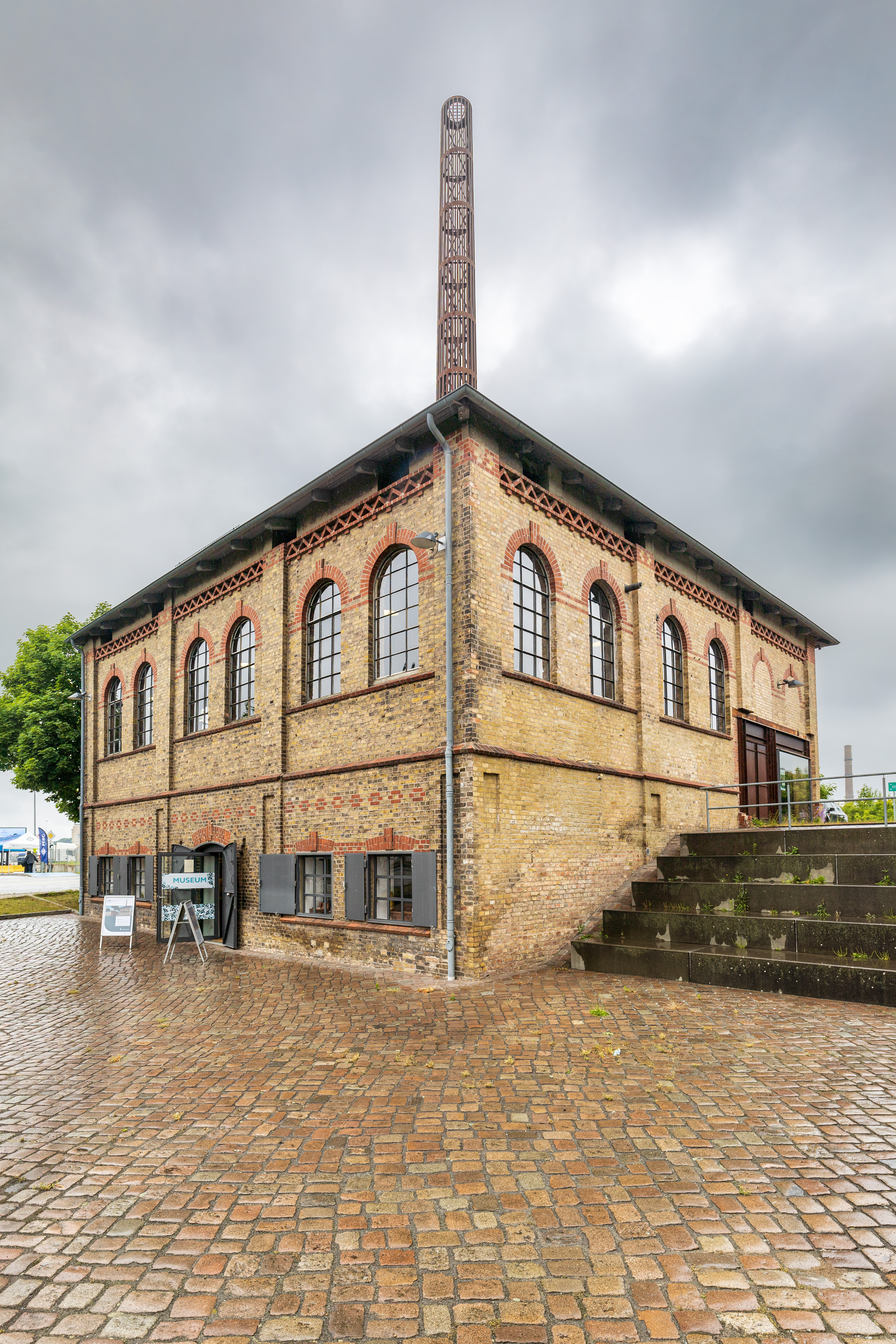
Howaldtsche Metallgießerei, Museumsgebäude

Das Industriemuseum Howaldtsche Metallgießerei befindet sich an der Grenzstraße 1 am Nordufer der Schwentine in Kiel. Das Museum wurde im Mai 2007 eröffnet und gehört seit 2020 zum Stadt- und Schifffahrtsmuseum Kiel. Das historische Gebäude von 1884 steht seit 1992 unter Denkmalschutz.

## Geschichte

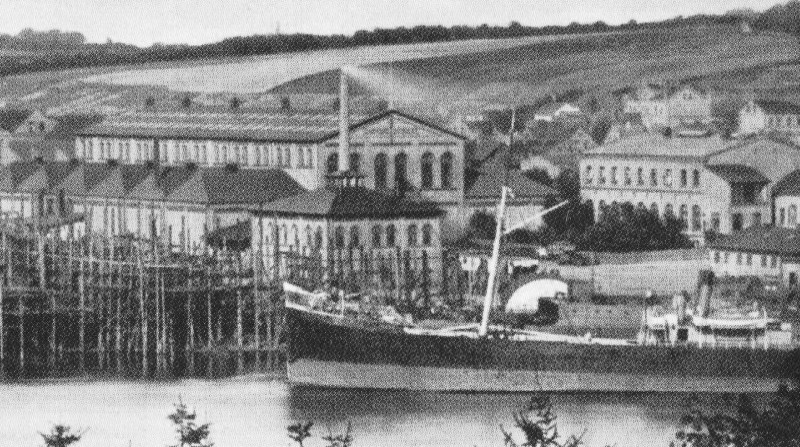
Howaldtswerke um 1880 mit der Gießerei in Bildmitte

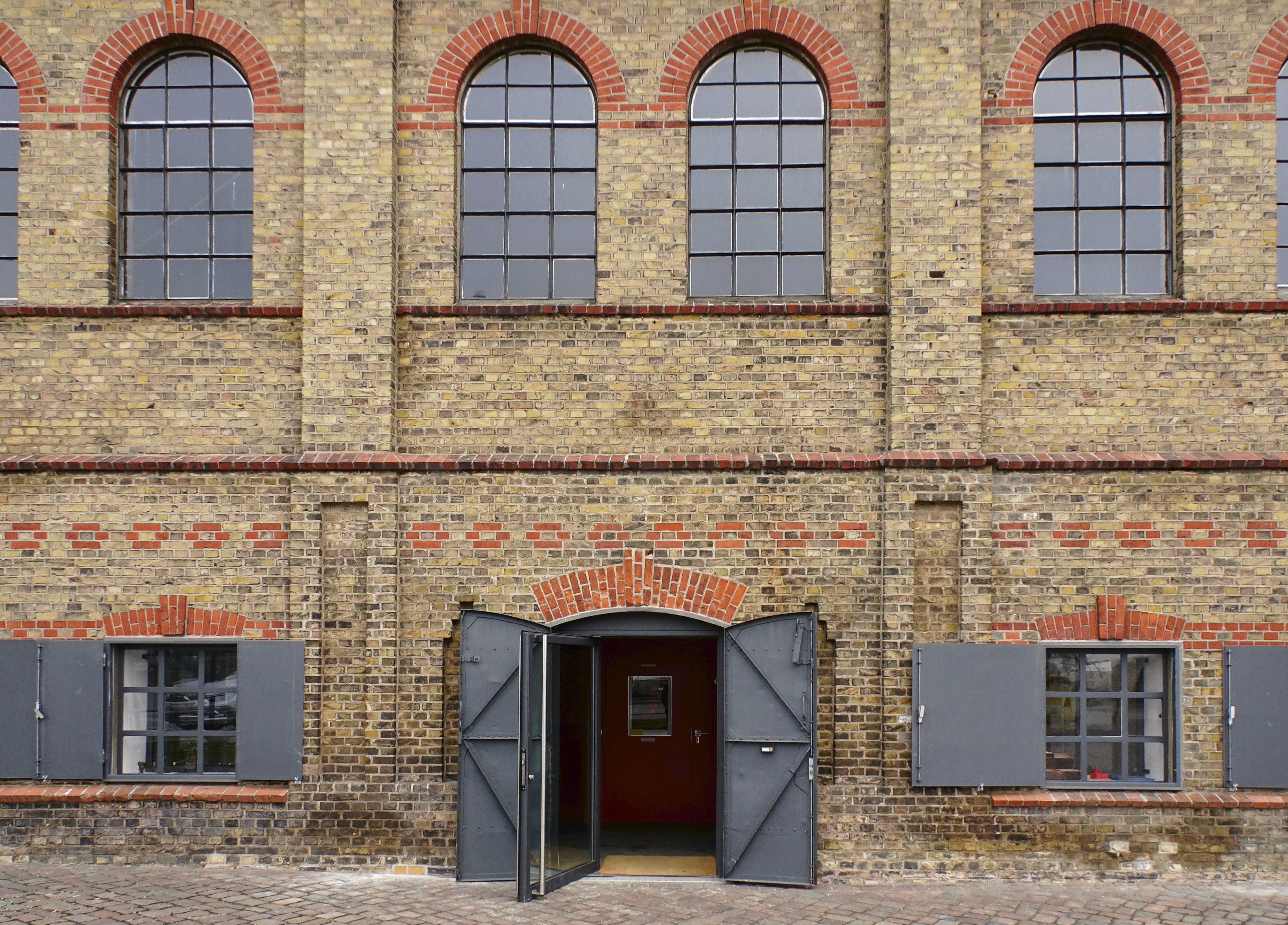
Die Eingangsfassade

Die Alte Metallgießerei der „Kieler Schiffswerft“ von Georg Howaldt, 1884 an der Schwentine-Mündung erbaut, ist das älteste erhaltene Belegstück für die Werftindustrieentwicklung am Ostufer der Kieler Förde.
In der Metallgießerei wurden Gegenstände wie etwa Rahmen von Bullaugen, Schalttafeln, Armaturen, Hebel und Beschläge sowie Teile der Technik und Ausstattung hergestellt, die aus Messing, Kupfer oder Bronze bestanden.
Den Entwurf für diese qualitätsvolle Industriearchitektur lieferte der namhafte Architekt Heinrich Moldenschardt (1839–1891), ein Schüler von Gottfried Semper. Das Gebäude ist ein gelber Backsteinbau mit roten Zierstreifen und quadratischem Grundriss, aus dessen Zentrum der Schornstein hervorragt. Die Fassaden sind von paarweise zusammengefassten, im Obergeschoss rundbogigen Fenstern durchbrochen und gegliedert. Der ehemalige Schornstein ist heute durch eine Metallgitter-Attrappe ersetzt.
Im Jahr 1980 wurde die Gießerei endgültig stillgelegt. 1985 erwarb die Stadt Kiel das alte Werftgelände und der Abriss der meisten Bauwerke erfolgte. Nur die Metallgießerei blieb erhalten. 1992 wurde das Gebäude in das Denkmalbuch des Landes Schleswig-Holstein eingetragen und steht somit unter Denkmalschutz.
Das Nutzungsrecht wurde am 1. Januar 2005 dem Industriemuseum Howaldtsche Metallgießerei e. V. übertragen. Die Sanierung und Renovierung erfolgten mit Mitteln der Deutschen Stiftung Denkmalschutz (DSD) in Höhe von 415.000 €, des URBAN-II-Förderprogramms der Europäischen Gemeinschaft sowie Spenden Kieler Bürger und der Vereinsmitglieder. Im Beisein von Ministerpräsident Peter Harry Carstensen wurde aus Anlass des Internationalen Museumstages das Museum am 20. Mai 2007 eröffnet. Anfang 2020 fiel das Nutzungsrecht an die Landeshauptstadt Kiel zurück, da der Verein die Nutzung nicht länger leisten konnte.

## Interieurbilder

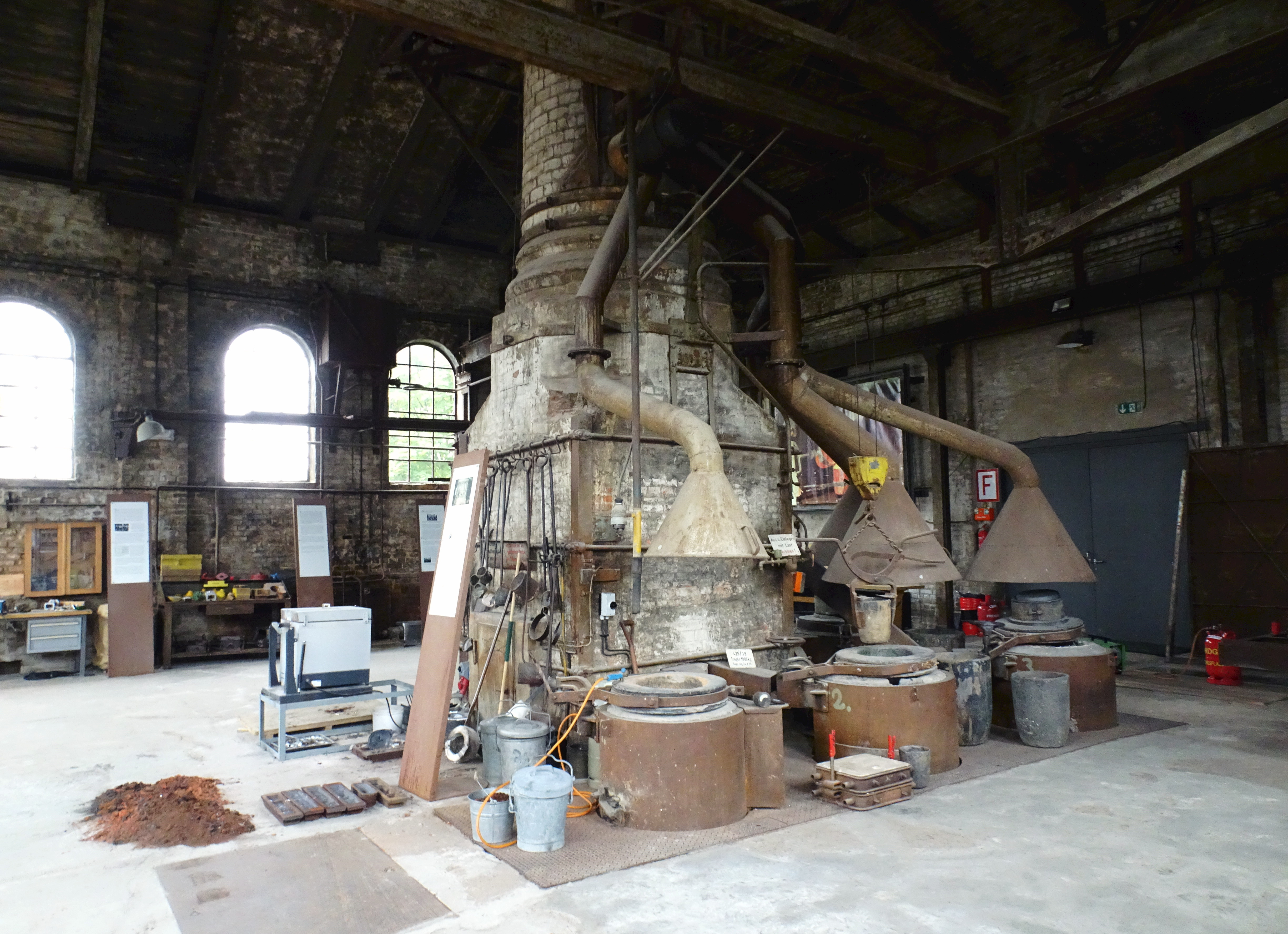
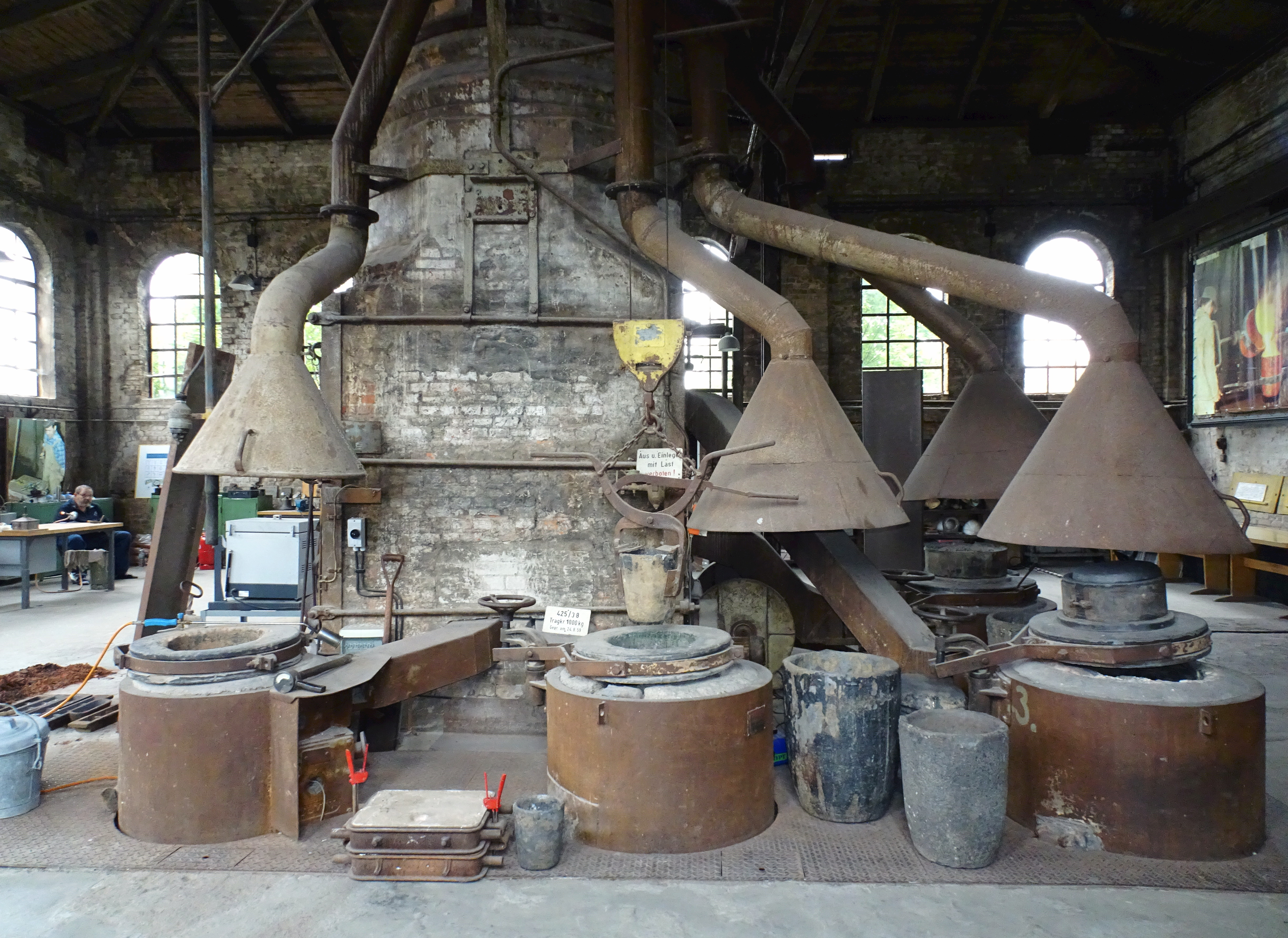
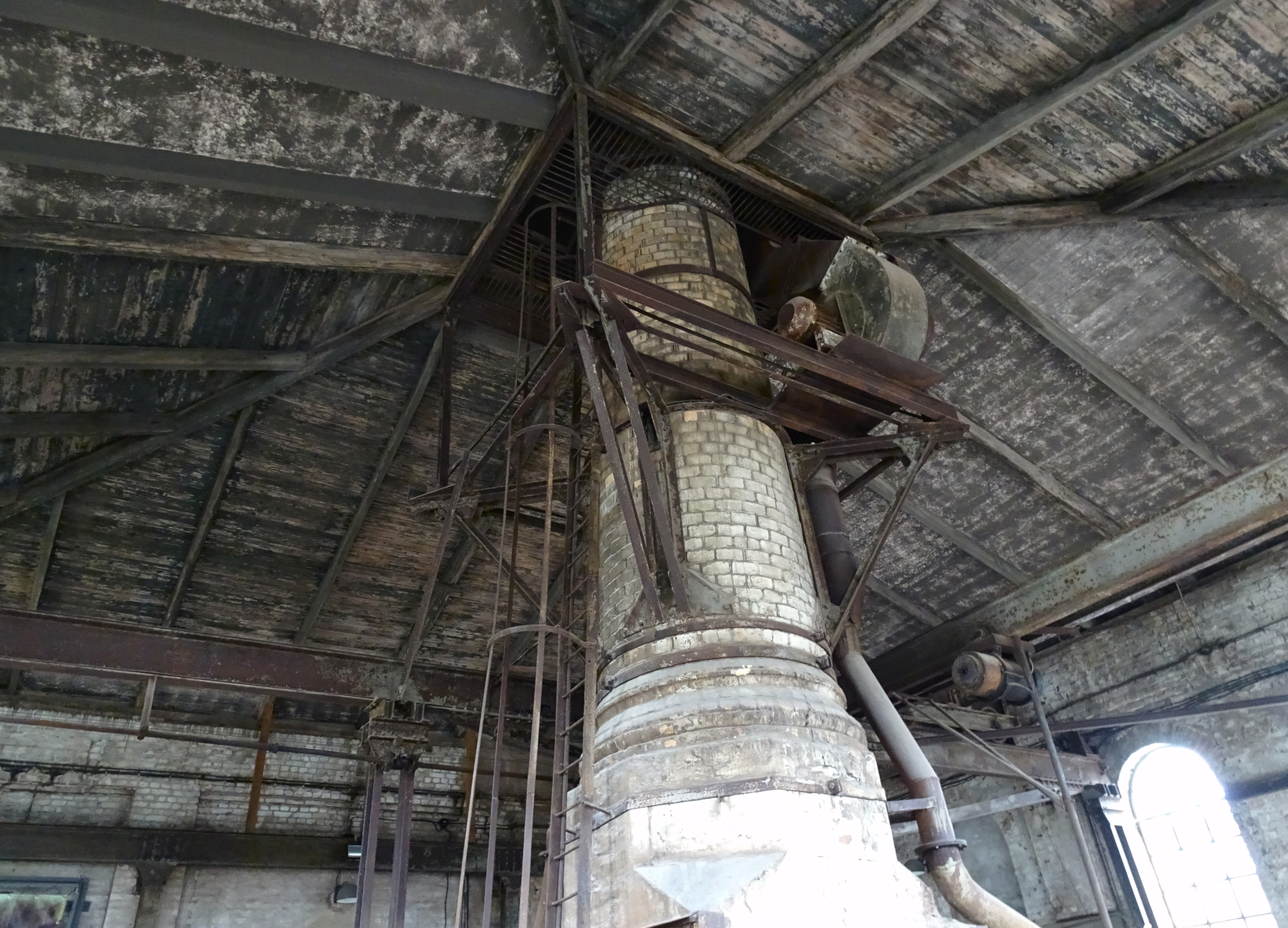
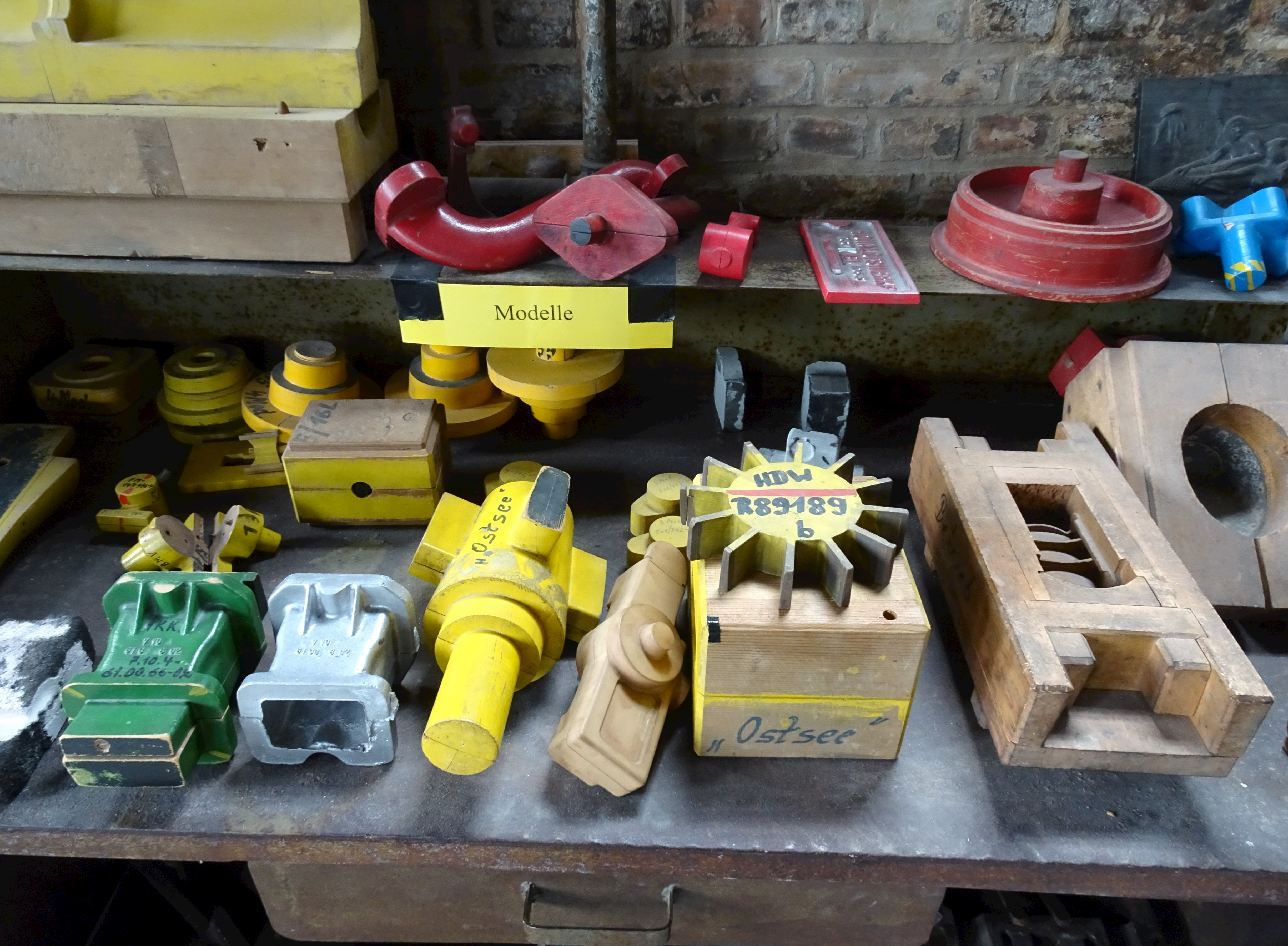
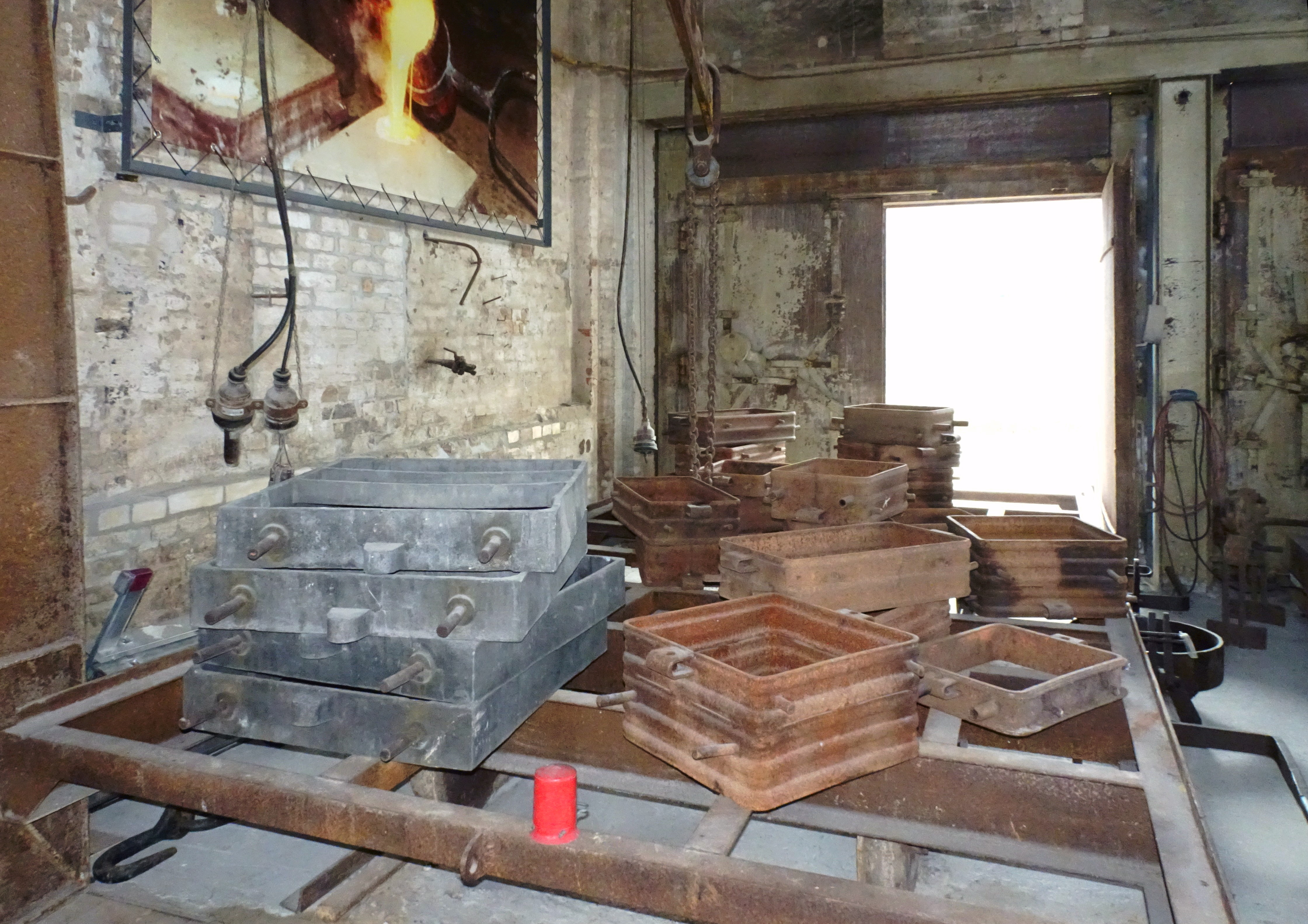

## Gussvorgang

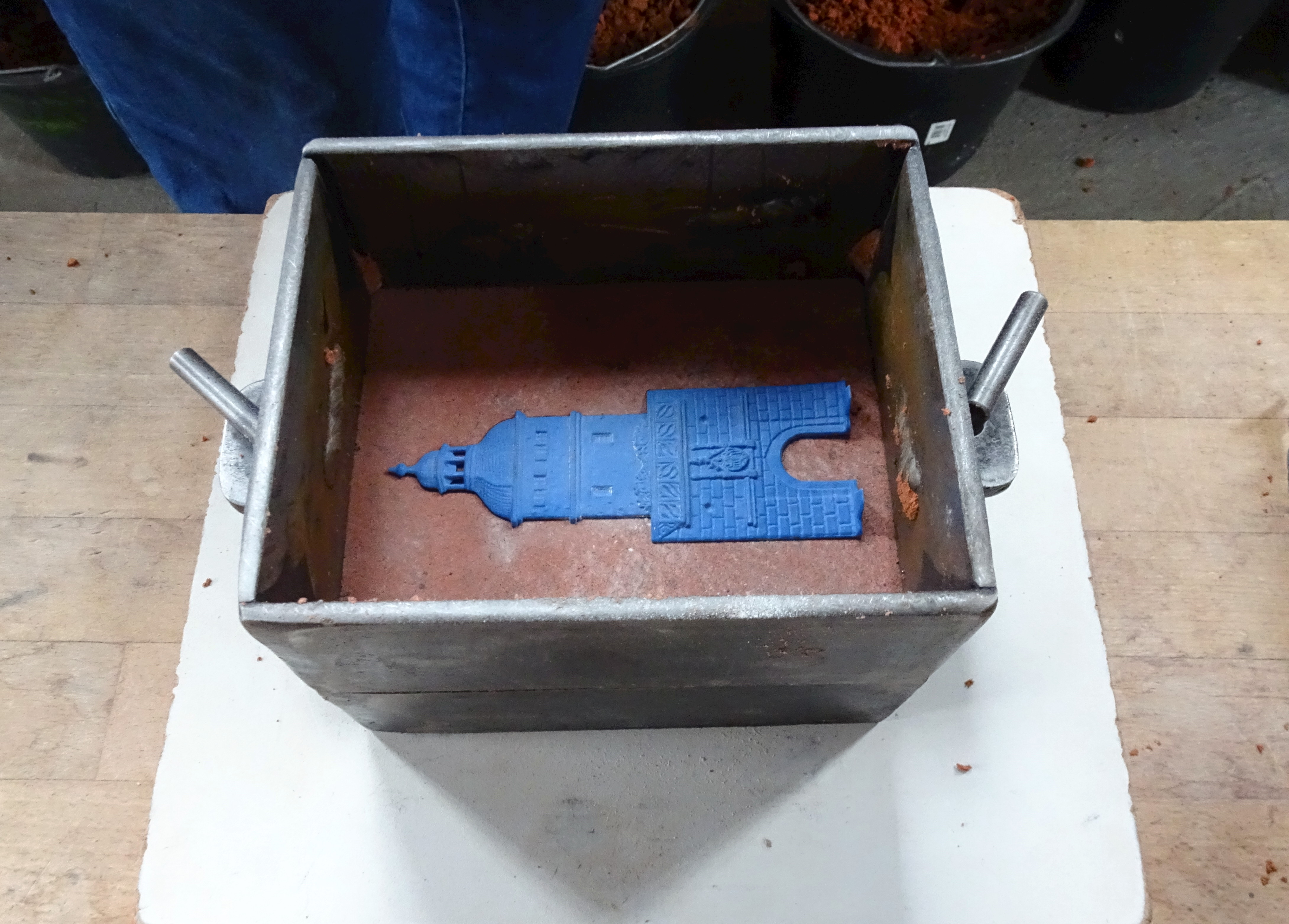
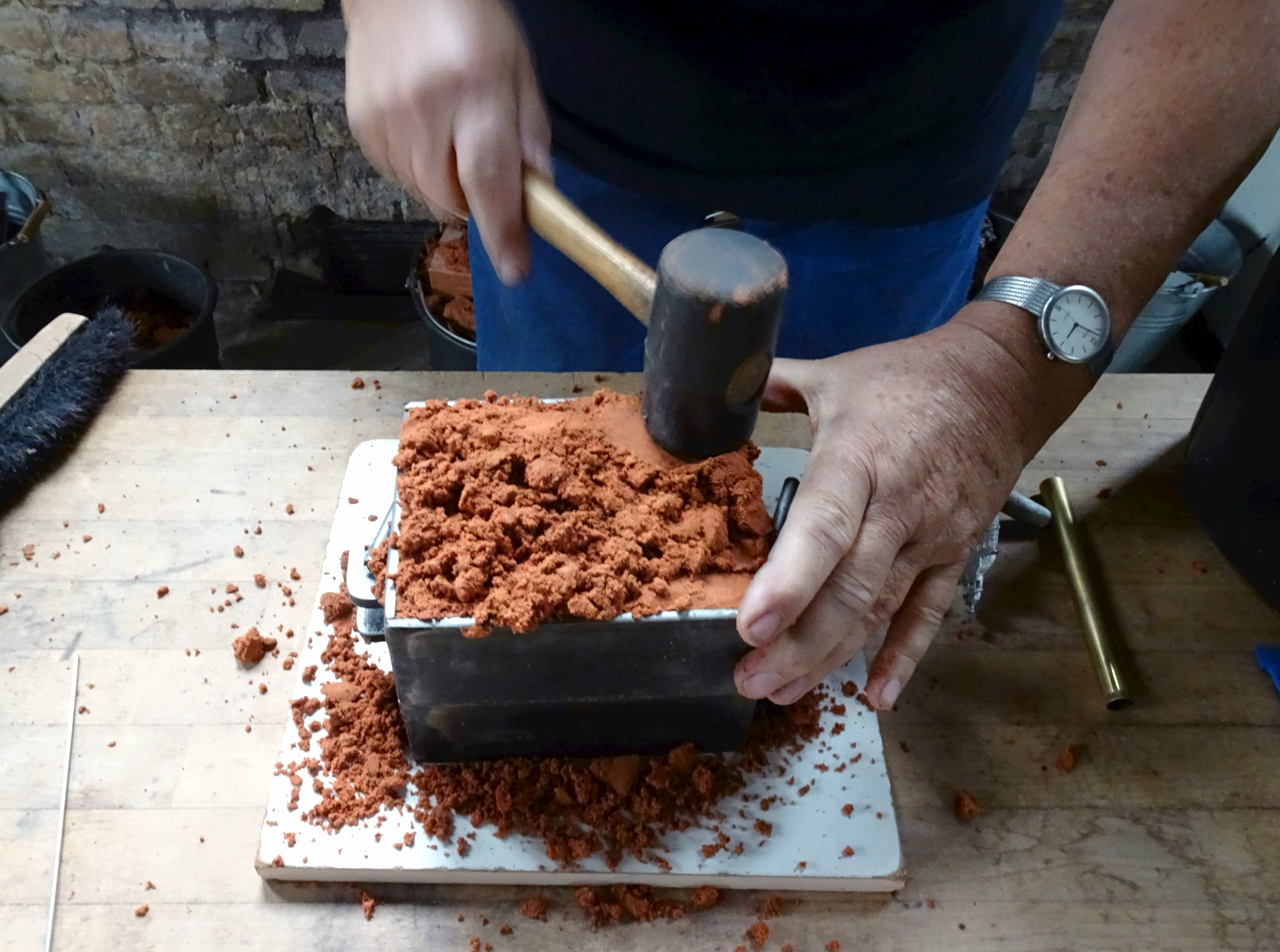
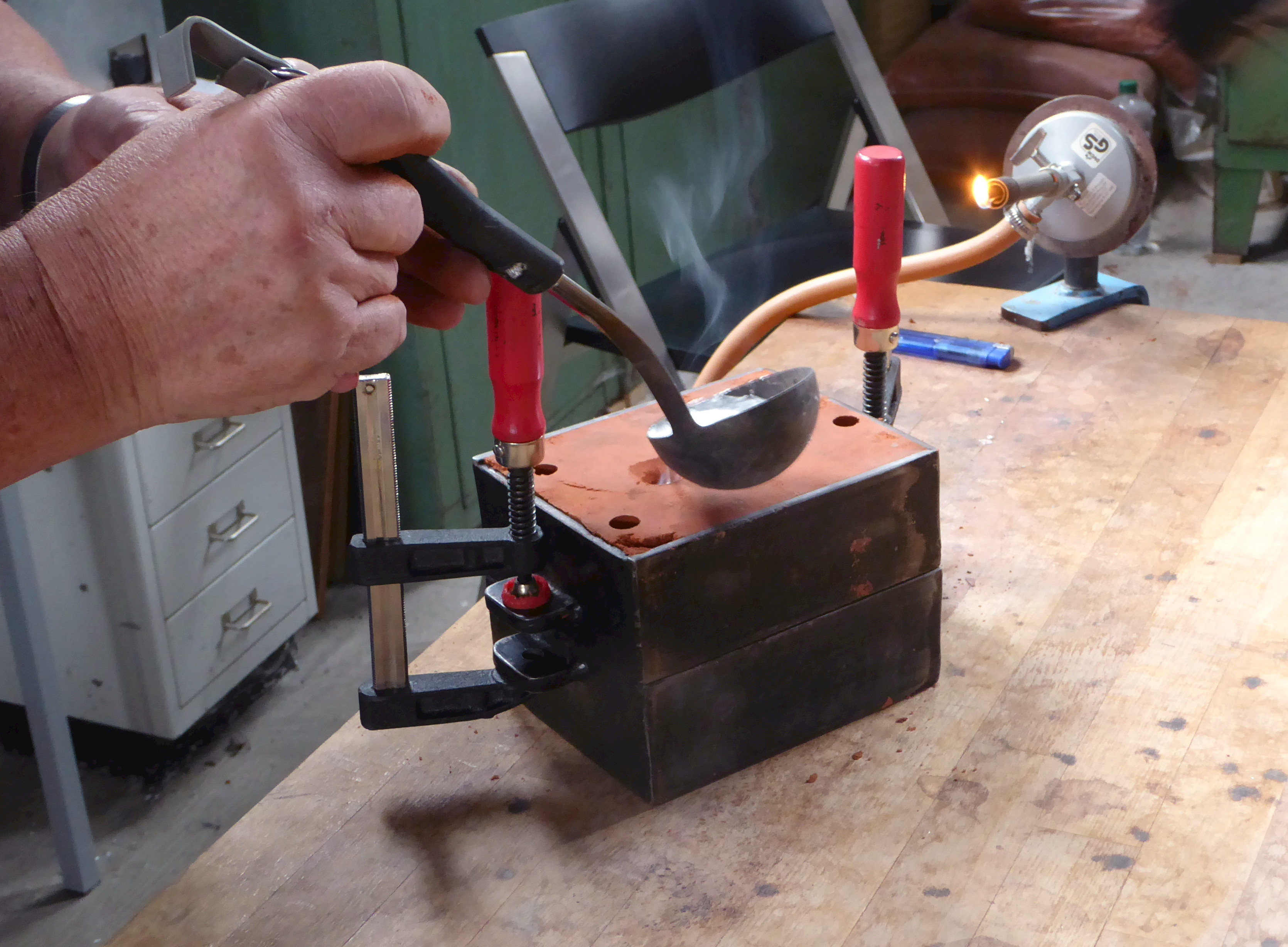
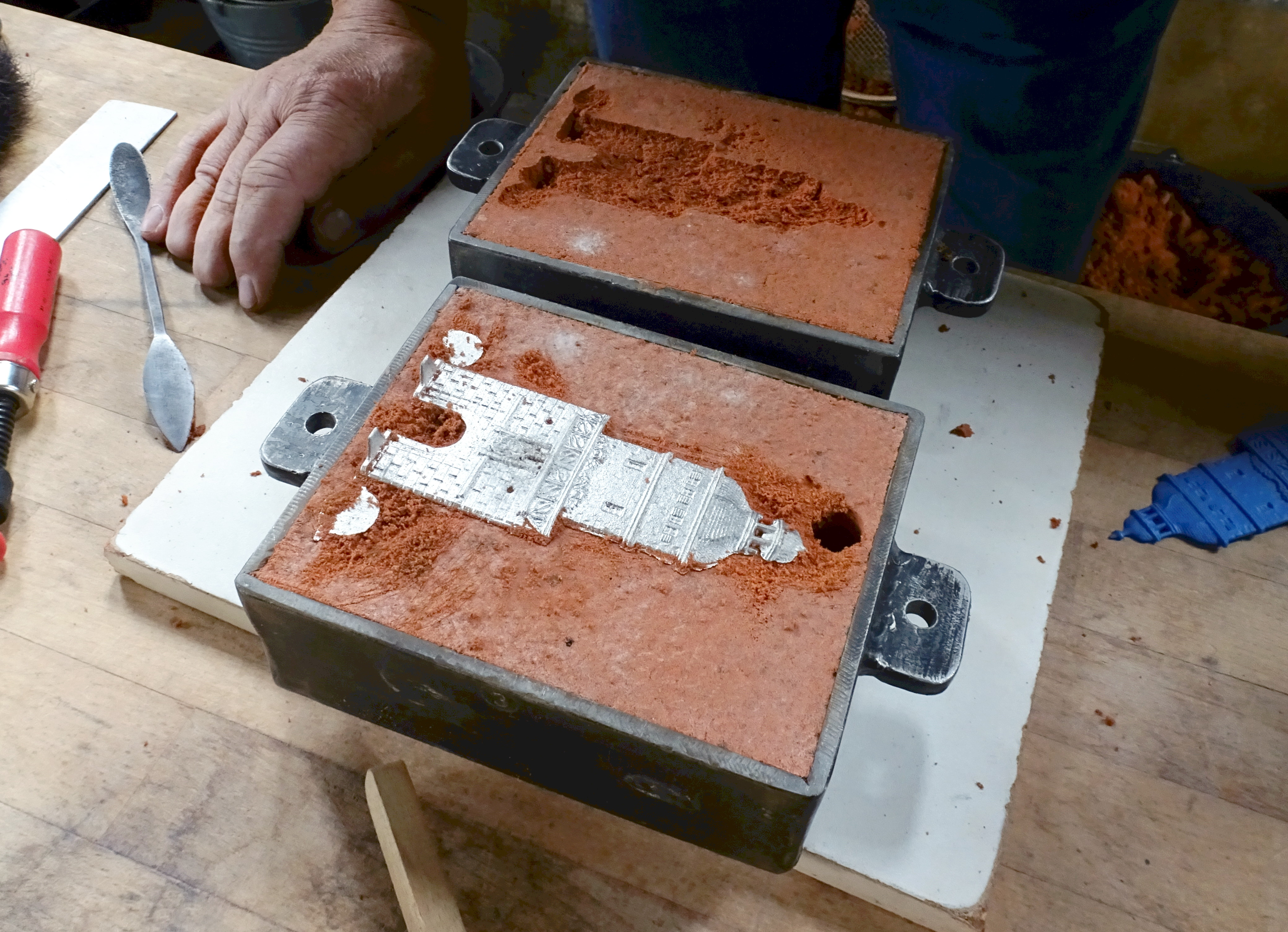
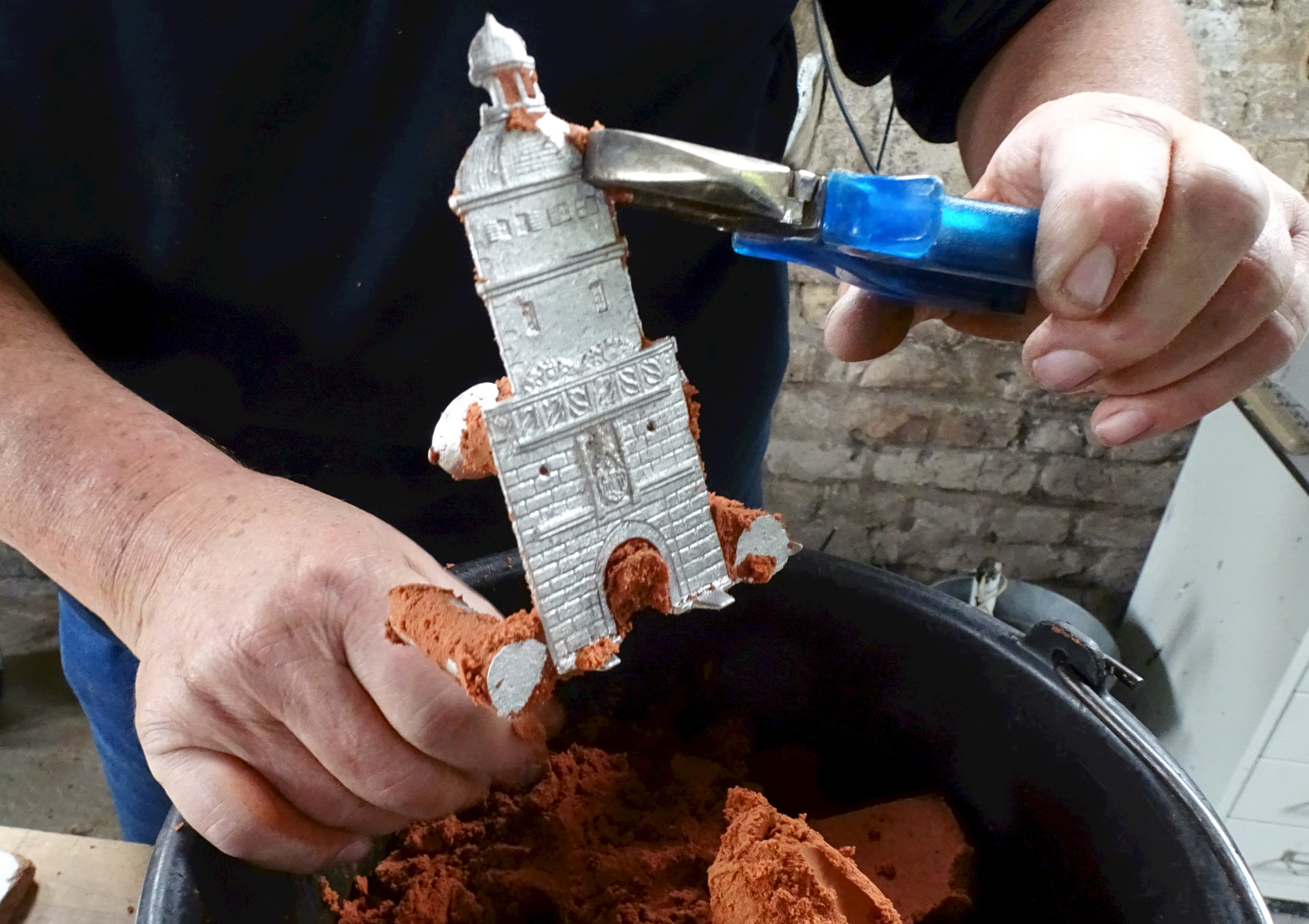

## Museumsbetrieb
Der Museumsbetrieb wurde vom Verein Industriemuseum Howaldtsche Metallgießerei e. V. bis Ende 2019 ausschließlich ehrenamtlich geführt; seit 2020 betreibt das Kieler Stadt- und Schifffahrtsmuseum die Anlage mit einer hauptamtlichen Kraft und neuem Konzept in eigener Regie. Das Museum zeigt im Obergeschoss eine komplett erhaltene Gießereiwerkstatt. Bildtafeln und Videofilme verdeutlichen den Produktionsprozess. Ausstellungsstücke und Gussformen zeigen, welche Produkte hier gefertigt wurden. Eine Kleingussanlage gibt die Möglichkeit, einen Gussvorgang mit Gussform und Formsand zu demonstrieren.